# 호세 도노소
호세 도노소 야녜스(스페인어: José Donoso Yáñez, 1924년 10월 5일 ∼ 1996년 12월 7일)는 칠레의 작가이다.

## 생애
칠레의 수도 산티아고에서 부유한 명문가의 장남으로 태어났다. 의사와 변호사 집안이라는 유복한 환경 속에서 자랐음에도 그의 청소년 시절은 순탄치 않았다. 잦은 여행과 반항적인 기질, 정신적인 방황으로 인해 순탄하지 못한 청소년기를 거쳤기 때문이다. 산티아고의 영국인 학교에서 멕시코의 유명 작가인 카를로스 푸엔테스와 같이 공부를 하기도 했지만 반항심과 편벽함으로 정상적인 학교생활을 하지 못하고 여행을 떠나 부두 노동자로서 지내기도 했다. 공부를 중단하고 칠레 남단의 마가야네스에서 1년 동안 양을 치는 목자 생활을 한 적도 있었다.
정신적으로 방황하던 그는 문학에 대해 관심을 갖게 되면서부터 안정을 찾고 이후 칠레 대학과 미국의 프린스턴 대학에서 공부를 마친다. 학업을 마친 후 칠레 산티아고 가톨릭대학교에서 영문학과 교수를 지냈고, 잡지 《에르실라》와 신문의 편집자로 4년간 일했다. 미국의 아이오와 대학교에서 작가 강습 과정 교수로 2년 동안 근무하기도 했으며 프린스턴 대학교, 다트머스 대학교, 콜로라도 대학교에서 문학 교수를 역임했다. 구겐하임 장학금도 두 번이나 받았으며, 1956년 단편 문학상, 1978년 스페인 비평 문학상, 1990년 칠레 국립문학상 등을 수상했다.
일반적으로 호세 도노소는 헨리 제임스와 같은 영미 문학 작가의 영향을 많이 받은 것으로 알려졌지만, 사실 그의 작품들은 대부분 중남미 붐 소설 작가들과 더 깊은 연관이 있다. 특히 도노소가 증언 성격의 수필인 《붐의 개인적인 이력서》(1972)에서 밝혔듯이 동문수학을 했던 멕시코의 소설가 카를로스 푸엔테스는 그에게 많은 영향을 미쳤다. 칠레 ‘50세대 사실주의 작가’에 속한다는 문단의 평판처럼 상류 귀족 계급과 중산층의 몰락과 퇴폐를 고발하는 성격이 강했던 그의 초기 소설들은 세 번째 소설인 《무한지대》(1966)와 장편소설 《음탕한 밤새》(1970) 등을 거치면서 상상과 신화, 몽환적 분위기 등이 강조되는 도노소 고유의 창작 세계를 구축하기 시작한다. 《음탕한 밤새》는 문단의 대대적인 호평을 받으며 중남미 붐 소설의 대표적인 작품 중의 하나로 손꼽히게 된다. 이 작품은 17개국 언어로 번역되어 칠레의 대표적인 소설가였던 그에게 새로운 국제적인 명성을 안겨주었다. 그의 몇몇 작품들은 영화로 제작되었으며 희곡 작품으로 《재수 없는 꿈》(1985)을 출간하기도 했다.

## 작품 목록
- 《무한지대》
- 《광야의 집》